# The Strokes
 (transkr. Strouks) američka su muzička grupa iz Njujorka. Grupa je formirana 1998. godine i predstavlja jedno od ključnih imena garaž rok revajvla. Muzika grupe može se opisati kao mešavina garažnog roka i indi roka.

## Članovi

### Sadašnji
- Džulijan Kazablankas — glavni vokal
- Nik Valensi — solo gitara, klavijature, prateći vokal
- Albert Hamond Džunior — ritam gitara, klavijature, prateći vokal
- Nikolaj Frejčer — bas-gitara
- Fabricio Moreti — bubanj, udaraljke

## Diskografija

### Studijski albumi
- (2001)
- (2003)
- (2006)
- (2011)
- (2013)
- (2020)

### izdanja
- (2001)
- (2016)

## Nagrade i nominacije
- Nagrade Gremi

| Godina | Kategorija         | Nominovano delo | Ishod    |
| ------ | ------------------ | --------------- | -------- |
| 2021.  | Najbolji rok album |                 | Osvojeno |

## Spoljašnje veze
- Zvanični veb-sajt
- The Strokes na veb-sajtu  (jezik: engleski)
- UC8N13xhRG78YQK7Ppc4Ytrg The Strokes na veb-sajtu
- The Strokes na veb-sajtu
- The Strokes na veb-sajtu